# Cymande
Cymande är en musikgrupp från Storbritannien som var aktiv under tidigt 1970-tal. De spelade latininfluerad funk och soulmusik. Gruppen bildades i London 1971 och bestod av nio personer härstammande från öar i Västindien: Derek Gibbs (alt och sopransång), Peter Serrio (tenorsång), Ray King, Joey Dee (båda sång och percussion), Steve Scipio (basgitarr), Patrick Patterson (gitarr), Mike Rose (flöjt, bongos), Pablo Gonsales (congas), och Sam Kelly (trummor). Gruppen upptäcktes av en tillfällighet av producenten John Schroeder som såg till att de fick spela in sin debutsingel "The Message" 1972. Låten blev en framgång i USA där den nådde #22 på Billboards R&B-singellista, och även tog sig upp på Billboard Hot 100 där den nådde #48. Även låten "Bra" nådde framgång som singel (#51 på R&B-listan). Båda fanns med på gruppens självbetitlade debutalbum och hjälpte det att nå #85 på Billboard 200. Dessa två låtar är gruppens kändaste och blev från 1990-talet och framåt, på grund av sin loopande rytm, populära bland hip hop-artister att använda till sampling. Filmregissören Spike Lee har även använt gruppens musik i sina filmer. Cymande upplöstes 1974 efter att ha spelat in tre album.
Cymande återförenades 2006, 2012 och 2014.

## Diskografi (urval)
Studioalbum
- Cymande (1972)
- Second Time Round (1973)
- Promised Heights (1974)
- Arrival (1981)
- The Soul Of Rasta (2000)
- A Simple Act of Faith (2015)

EP
- Renegades Of Funk (2005)

Samlingsalbum
- Golden Classics (1990)
- The Best Of Cymande (1992)
- The Message (1999)
- Nyah-Rock (2003)
- Renegades Of Funk (2005)

Singlar
- "The Message" (1972)
- "Bra" (1973)
- "Fug" (1973)
- "Brothers On The Slide" (1974)